# Manutenzione industriale
La manutenzione industriale è un'operazione programmata, volta a mantenere inalterata l'efficienza di un'immobilizzazione materiale, un macchinario o un impianto, e mantenerne costante la produttività. 
Si svolge a titolo cautelativo prima che le parti usurate possano generare danni o guasti, per evitare riparazioni o sostituzioni di componenti che determinerebbero un blocco dell'attività produttiva, generando costi di fermo-macchina e di fermo-operatore, di risarcimento di danni eventuali a persone e cose, in aggiunta agli oneri per il ripristino della normale funzionalità del cespite danneggiato.
Le parti sostituite sono solitamente parti soggette ad usura ed attriti durante il loro utilizzo, quali frizioni o slittamenti di un accoppiamento meccanico di un albero con foro, un cinematismo, oppure i cuscinetti a sfera o le guarnizioni di tenuta.
Dal punto di vista contabile, le spese di manutenzione sono dei componenti negativi di reddito, rappresentati ai fini del bilancio d'esercizio mediante una partita non inventariale, vale a dire che è registrata in un conto dello stato patrimoniale che poi viene chiuso nel conto economico, determinando una riduzione dell'utile. 

In modo simile, la manutenzione è classificata nell'ambito della teoria organizzativa come un processo aziendale di supporto al processo produttivo (detto anche primario).
Pur rimanendo inalterato il fine dell'attività, la manutenzione ciclica su impianti di grandi dimensioni è una manutenzione ordinaria preventiva periodica (ogni numero fissato di ore di servizio, km percorsi, battute, ecc.), che è caratterizzata da un orizzonte di tempo di durata pluriennale, più esteso di un periodo amministrativo ordinario. In questi casi, non è possibile registrare direttamente l'onere della manutenzione nel conto economico di singolo esercizio, ma sarà necessario ripartirlo secondo un criterio logico e di competenza economica su tutti gli esercizi durante i quali ha luogo l'operazione, attraverso l'iscrizione di un fondo apposito.